# Arsène Ronflard
Arsène Auguste Ronflard (ur. 8 grudnia 1881 w Seine-et-Oise, zm. 12 maja 1972 w Paryżu) – francuski prawnik i urzędnik konsularny.

## Życiorys
Ronflard mieszkał w Châtillon-sous-Bagneux. Studiował w Szkole Języków Orientalnych (École spéciale de langues orientales) w Paryżu (1903–1905). Uzyskał licencjat z prawa. 
W 1905 wstąpił do francuskiej służby zagranicznej pełniąc funkcje m.in. tłumacza w Aleppo (1905), kierownika–wicekonsula w Aleksandretcie (1908), tłumacza w Tangerze (1910), tłumacza–sekretarza w Jerozolimie (1912) i Konstantynopolu (1914), wicekonsula w Bengazi (1916), urzędnika–tłumacza w Aleksandrii (1918), tłumacza w Tangerze (1919), konsula w Adanie i Mersin (1925), konsula w Warszawie (1932), konsula generalnego w Veracruz (1940) oraz dyrektora Biura Administracji Polaków w Marsylii (1941–1944).